# Swartzia calva
Swartzia calva är en ärtväxtart som beskrevs av John Macqueen Cowan. Swartzia calva ingår i släktet Swartzia och familjen ärtväxter. Inga underarter finns listade i Catalogue of Life.